# 傅大偉
傅大偉（1963年4月29日—），生於嘉義市，中國國民黨籍，現任嘉義市議會議員，他是軍眷子弟，父親是陸軍退役。曾代表國民黨參選2020年嘉義市立委選舉，並在選舉中獲得53,154票，敗給王美惠的80,333票。

## 學歷
- 國立中正大學戰略暨國家安全研究所
- 南榮技術學院（現為南榮科技大學）專科部
- 嘉義市立蘭潭國中
- 嘉義市立民族國小

## 經歷
- 第7、8、9、10屆嘉義市議員
- 東川里里長

## 外部連結
- 傅大偉的Facebook專頁